# اتفاق جزئي
{الاتفاق الجزئي هو مصطلح يستخدم داخل مجلس أوروبا للإشارة إلى النشاط الرئيسي للتعاون الأوروبي الذي ينظمه مجلس أوروبا ولكنه لا يتضمن الدول الأعضاء. وهذا الشكل من الأنشطة يرجع تاريخه إلى قرار أصدرته لجنة الوزراء الخاصة بمجلس الوزراء في 5 أغسطس/آب 1951. وسمح القرار باعتماد الاتفاقات من قِبل عدد محدد من الدول الأعضاء، دون مشاركة الدول المتبقية. وستتكفل الدول المشاركة فقط بأي نفقات. ولا تقلّد المنظمات الدولية هذا الشكل من التصميم المتغير في التعاون الحكومي الدولي. كما يتيح هذا الشكل من التعاون تضمين بعض الأنشطة للدول غير الأوروبية كمشاركين كاملين.
وفي عام 1992، قامت لجنة الوزراء بتنقيح القواعد الأساسية لكي تأخذ بعين الاعتبار التطورات الجديدة. ولقد استبدل القرار التشريعي رقم (93) 28 الخاص بلجنة الوزراء القرار الصادر عام 1951.هي تحدد ثلاثة أنواع من الاتفاقات:
- اتفاق جزئي: بعض الدول الأعضاء بمجلس أوروبا؛
- اتفاق جزئي موسع: بعض الدول الأعضاء مع دول أو أكثر من غير الأعضاء؛
- اتفاق موسع: كل الدول الأعضاء مع دول أو أكثر من غير الأعضاء.
يسرد مجلس أوروبا حاليًا اتفاقاته على النحو التالي:
- مصرف التنمية لمجلس أوروبا (1956)
- الاتفاق الجزئي في المجال الاجتماعي والصحة العامة (1959)
- المديرية الأوروبية المعنية بجودة الأدوية (1964)
- فريق بومبيدو - فريق التعاون لمكافحة إساءة استعمال المخدرات والاتجار غير المشروع بها؛ (1980)
- EUR-OPA - اتفاق أوروبا والبحر الأبيض المتوسط المتعلق بالأخطار الكبرى (1987)
- مركز شمال - جنوب (1989)
- يورومادجيز - صندوق الدعم الأوروبي للإنتاج المشترك وتوزيع الأفلام (1988)
- The لجنة فينيسيا) - اللجنة الأوروبية لممارسة الديمقراطية من خلال القانون (1990)
- بطاقة الشباب (1991)
- المرصد السمعي البصري الأوروبي (1992)
- مركز اللغات الحديثة في غراتس
- GRECO - مجموعة الدول المناهضة للفساد (1998)
- اتفاق جزئي موسع معني بالرياضة (2007)
ويتم إعداد اتفاقات جزئية تقليديًا مع قرار لجنة الوزراء. المديرية الأوروبية لجودة الأدوية، والتي عادةً ما يتم سردها كاتفاق جزئي، تقع خارج نطاق هذا التعريف، وكونها نتيجة للمعاهدة، وبالتالي فهي هيئة تعاهدية بشكل تقني، مثل أعضاء الميثاق الاجتماعي الأوروبي.
يوجد اتفاق واحد، البطاقة الأوروبية للأشخاص شديدي الإعاقة، بدءًا من عام 1977، والذي كان لا يزال قيد الإنشاء، ولكنه لم يلق اهتمامًا كافيًا من الدول الأعضاء وبالتالي لم يتم تنفيذه.
ويتمتع كل اتفاق بشكل خاص من الإشراف والإدارة. وأشرفت لجنة الوزراء على عدد من الاتفاقات، بينما يوجد لدى آخرين مجالس تنفيذية.
في عام 2007، تم نقل أنشطة الاتفاق الجزئي المعني بالصحة العامة إلى المديرية الأوروبية من أجل مراقبة الأدوية، على الرغم من حقيقة أن الدول الأعضاء ليسوا هم أنفسهم.
يبشر الاتفاق الأخير المعني بالرياضة بتطور جديد، إذ يتعامل مع نشاط كان دائمًا نشاطًا حكوميًا دوليًا رئيسيًا ولكنه تم ترحيله إلى اتفاق جزئي لتجنب إلغائه بالكامل.
تعتبر لجنة فينيسيا فريدة لكونها الاتفاق الوحيد الذي بدأ كاتفاق جزئي، ومن خلال نجاحها، تعين إلغاء الوصف "جزئي"، عندما قررت الدول الأعضاء المتبقية الانضمام.
يصدر مكتب المعاهدات التابع لمجلس أوروبا بانتظام معلومات محدّثة بشأن الاتفاقات الجزئية والموسعة، مع سرد كل الدول الأعضاء والملاحظين وتواريخ الانضمام والنصوص المرجعية

## كتابات أخرى
Polakiewicz, J.: Treaty making in the Council of Europe (1999)